# Comité de surveillance et de suivi
Pour les articles homonymes, voir DMC.
Un comité de surveillance et de suivi (appelé en anglais : Data Monitoring Committee, DMC ou Data and Safety Monitoring Board, DSMB) est un groupe indépendant d’experts chargé de surveiller les données d'un essai clinique concernant la sécurité des patients et l’efficacité du traitement. 

## Utilité du comité de surveillance et de suivi
De nombreux essais cliniques (en particulier les essais de phase III sur l’efficacité des traitements et qui servent à l’enregistrement du produit auprès des autorités) sont conduits en « double aveugle ». Cela signifie que tous les participants à l’essai ignorent le contenu du produit administré aux différents patients (en général le produit testé est comparé au médicament de référence pour une maladie donnée, le « comparateur »), aussi bien le patient que le médecin et tout le personnel soignant. Ce processus de double-aveugle est essentiel pour garantir l’exploitabilité des résultats de l’étude. La « levée d’aveugle » ou « levée d’insu » ne s’effectue normalement qu’après la fin de l’étude, et les données sont alors attribuées aux patients selon les traitements reçus.
Ce processus de double-aveugle scientifiquement nécessaire a parfois des inconvénients pratiques peu acceptables.  S'il y a une nette absence d'efficacité du nouveau médicament, ou s'il donne beaucoup d’effets indésirables; à l'inverse, il peut avoir une efficacité très supérieure à ce qui était prévisible, ce qui devrait conduire à l’administration du nouveau médicament à tous les patients (pour leur éviter une « perte de chance » de recevoir le meilleur traitement).
Tant que l'expérimentation se fait en double-aveugle, il n'est pas possible d'évaluer ces phénomènes, puisque ni les patients, ni les soignants, ni le laboratoire fabriquant, ne savent quels sont les patients qui reçoivent le médicament et quels sont ceux qui ne reçoivent que le placebo. C'est alors le rôle de la commission d'experts indépendants de décider s'il y a lieu d'arrêter l'expérience. Pour ce faire, on leur donne accès, deux ou trois fois par an, à la liste des patients sous traitement et à la liste des patients sous placebo.
Ce protocole est surtout impératif pour des études particulièrement complexes (avec un grand nombre de patients et un grand nombre de sites d’investigation multinationaux), le recours à un tel comité de surveillance et de suivi est alors requis lors d’analyses intermédiaires prévues par le protocole à différentes échéances.

## Fonctionnement
Ce DSMB est un groupe de quelques experts indépendants du laboratoire promoteur de l’essai. Les membres du DSMB peuvent comprendre un statisticien, des cliniciens spécialistes de la maladie en question, mais aussi des cliniciens spécialisés dans les effets indésirables les plus attendus (par exemple des néphrologues, des cardiologues). 
Le DSMB a le pouvoir d’émettre des recommandations pour l’arrêt d’un essai sur la base de l’évaluation des résultats. Trois causes peuvent classiquement requérir l’arrêt d’un essai : des raisons de sécurité des patients, une inefficacité par rapport au traitement de référence, ou un bénéfice clinique très supérieur au traitement de référence. 
Si l’essai est en double aveugle, le DSMB n’évalue toujours que des données brutes, sans levée d’aveugle (donc sans attribution à un traitement donné). La fréquence des effets indésirables, par exemple, peut se révéler supérieure à la fréquence attendue pour le traitement de référence, et laisser alors suspecter une fréquence plus élevée pour le traitement testé. Le DSMB peut alors demander une levée l’aveugle et un arrêt des inclusions, pour vérifier la fréquence dans chaque bras de traitement.